# Bergbahnen Flims-Laax-Falera

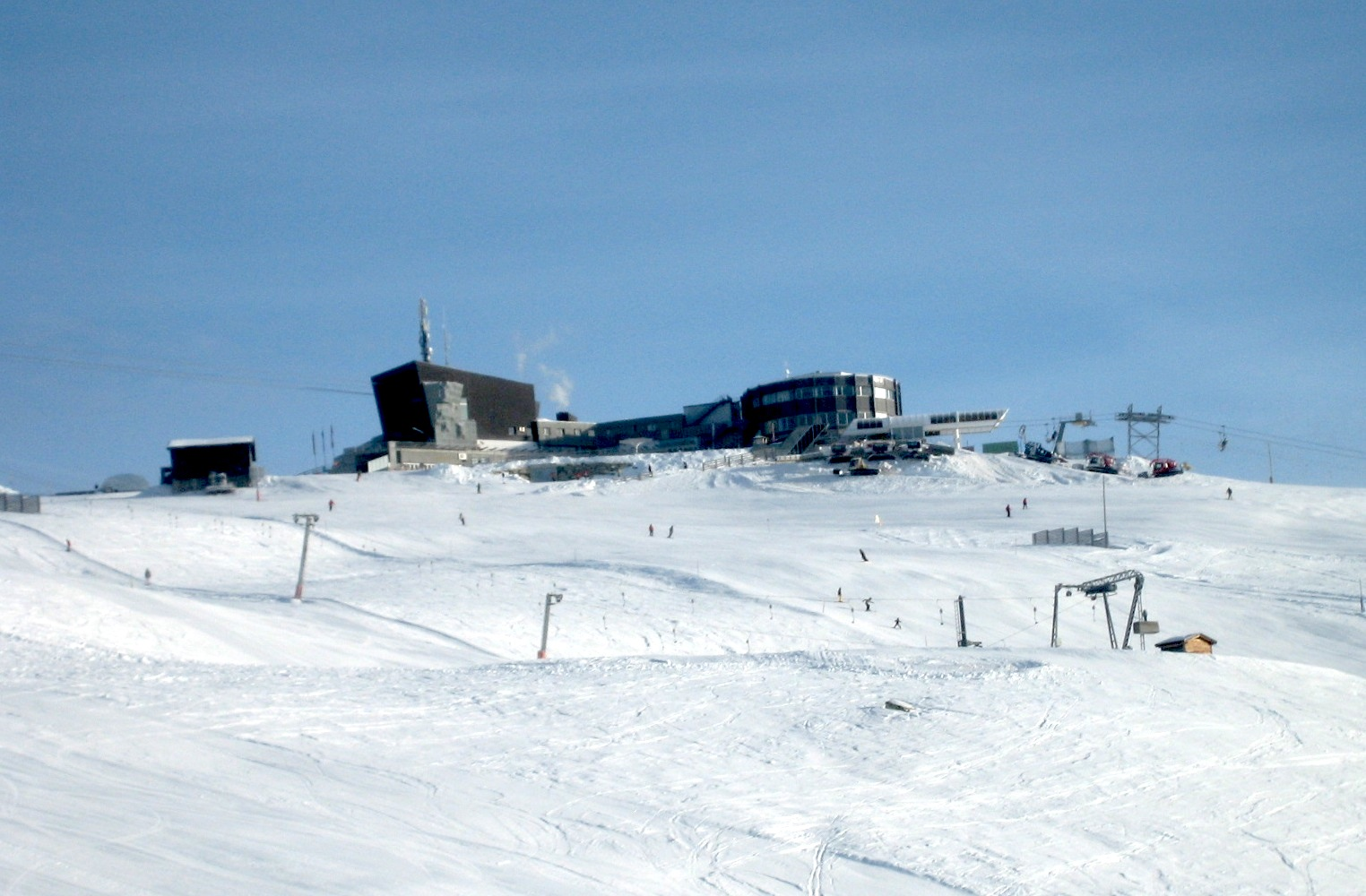
Crap Sogn Gion

Weisse Arena Gruppe, historisches Luftbild von Werner Friedli (1949)

Die Weisse Arena Gruppe entstand 1996 aus dem Zusammenschluss der Bergbahnen Crap Sogn Gion (gegründet 1962 auf Gemeindegebiet von Laax und Falera)  mit den Bergbahnen Flims (gegründet 1944 auf Flimser Gebiet). Das erschlossene Gebiet erstreckt sich von 1100 m ü. M. (tiefster Punkt bei Talstationen Laax-Murschetg und Flims) bis 3018 m ü. M. am Vorab. Das touristische Angebot wird ganzjährig durch die Weisse Arena Gruppe unter den beiden Marken Flims und LAAX vermarktet.

## Geschichte

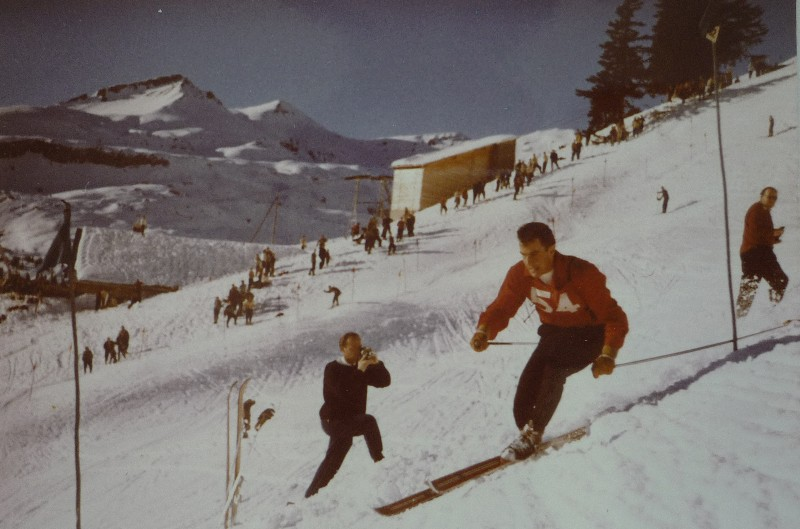
Roger Staub am Skirennen 1959 in Flims, im Hintergrund die beiden Bahnanlagen bei Naraus

Trotz eines schon 1908 ausgeschriebenen Skikurses in Flims (allerdings wegen zu viel Schnee abgesagt) blieb bis in die frühen 1970er-Jahre für Flims die Sommersaison dank des Grosswaldes und des Caumasees – und treuen Stammgästen – die Hauptsaison. Der Wintersport wurde jedoch schon früh als Möglichkeit für eine zweite Saison erkannt: Risikofreudige Hoteliers bauten schon vor dem Zweiten Weltkrieg in ihren Häusern eine Zentralheizung ein. Kurz vor dem Krieg kam ein Motorschlittenzug mit einem Hürlimann-Raupentraktor zum Einsatz, um die Skigäste nach Foppa zu fahren. Die Abgase des Traktors versorgten in den beiden Anhängern angebrachte Fussheizungen. Der Traktor wurde bei Ausbruch des Krieges von der Armee requiriert.
Am 1. Mai 1944 trat der neue Kurdirektor Hannes Giger in Flims seine Stelle an und mit ihm ein Pflichtenheft, welches eine «moderne mechanische Erschliessung des Skigebietes und Aufbau einer gewinnbringenden Wintersaison» beinhaltete. Das Transportmittel sollte jedoch auch im Sommer betrieben werden können, womit schon bekannte Skilift-Systeme ausschieden. Die Fahrt mit dem Raupentraktor dauerte zu lange, und die Kapazität war zu klein. Im November 1944 reiste eine Abordnung aus Flims nach Bern zu den Von-Roll-Werken, um das Anliegen zu erklären. Von Roll war ihrerseits gerade dabei, im Werkhof eine Versuchs-Anordnung einer Sesselbahn zu testen, welche anstelle der festen Seil-Klemmung eine Kupplung beinhaltete. Das Eidg. Amt für Verkehr verlangte vor der Patentanmeldung eine Million Kupplungsvorgänge, weshalb die Versuchsanlage wochenlang Tag und Nacht in Betrieb war.
Am 8. Mai 1945, am Tag des Kriegsendes in Europa, begannen die Bergbahnen Flims mit dem Bau der weltweit ersten kuppelbaren Sesselbahn zwischen Flims und Foppa. Wegen der Eisenknappheit zum Kriegsende wurden die Masten aus Lärchenholz gefertigt. Die im System Von Roll gebaute Bahn wurde am 17. Dezember 1945 eröffnet. 1947 wurde die Bahn nach Naraus erweitert. Der durch Unvorsichtigkeit eines Arbeiters ausgelöste Brand der Mittelstation Foppa verzögerte den weiteren Ausbau. 1956 wurde die Bahn auf den Cassonsgrat auf dem Flimserstein eröffnet. Die von Naraus weiter führende Bahn auf den Cassonsgrat war bis 2015 die älteste konzessionierte Luftseilbahn der Schweiz. 1961 wurde der Bau einer Sesselbahn von Startgels nach Punkt 2220 oberhalb der Nagenshütte, sowie der Bau eines Skilifts von der Alp Mughels auf das Laaxerstöckli beschlossen. Die Realisierung dieser Anlagen sowie der Anlage Crunas (1968) wurde vor Gerichten aller Instanzen bis zum Bundesgericht gegen den Widerstand mit Bausperren durch die Gemeinde Laax erstritten. Auch noch im Jahr 1972, als die Skigebiete sich im Raum Nagens bereits überlappten, mussten die Bergbahnen Flims den Ersatz der Sesselbahn nach Nagens, die Graubergbahn, wegen der Streitigkeiten mit der Gemeinde Laax direkt an deren Grenze, aber auf Gebiet der Gemeinde Flims erstellen. Die Bahn wurde 1973 eröffnet.
1962 erteilte die Gemeinde Falera als Grundstückbesitzerin der Gesellschaft Crap Sogn Gion die erste Konzession für den Bau von vier Skiliften von Laax-Murschetg hinauf zum Crap Sogn Gion. 1963 wurde die touristische Erschliessung mit Skiliften des Typs Pomagalsky begonnen. 1968 nahm die Luftseilbahn auf den Crap Sogn Gion den Betrieb auf, 1974 wurde durch die Sesselbahn nach Curnius auch Falera ans Gebiet angeschlossen. 1978 wurde zum Vorabgletscher die erste 6er-Gondelbahn in Betrieb genommen.
1980 schlossen sich die Bergbahnen Crap Sogn Gion mit den Bergbahnen Flims zu einem Tarifverbund zusammen. Das Skigebiet hatte zu diesem Zeitpunkt seine maximale Grösse schon erreicht. Was sich danach änderte, waren Neu-Erstellungen zum Ausbau der Kapazität und der schrittweise Ersatz der Schlepplifte. 1989 nahm die erste Gondelbahn für zwölf Personen von Laax-Murschetg nach Curnius ihren Betrieb auf und ersetzte zwei verschiedene Bauarten von Sesselbahnen. Bis Larnags führte bis dann der älteste Lift des Gebiets Crap Sogn Gion, während der obere Sessellift schon ein Ersatzbau war für einen vorherigen Poma-«Teller-Lift», das waren die schnell laufenden entkuppelbaren Schlepplifte. Im 1990 fuhr die Graubergbahn letztmals auch im Sommer. Danach waren im Sommer nur noch die Strecken von Flims bis Cassons sowie von Murschetg auf den Crap Sogn Gion sowie zeitweise der Zubringer von Falera in Betrieb.
1995 wurde in Laax zum ersten Mal in Europa eine «Pipe Dragon» eingesetzt, eine Maschine für den Bau von Halfpipes.
1996 fusionierten die Bergbahnen Crap Sogn Gion mit den Bergbahnen Flims zur Weisse Arena Gruppe. 1997 schlossen sich auch die Verkehrsvereine von Flims, Laax und Falera zusammen; der Name Flims Laax Falera Tourismus stand für die gesamte Region. Im gleichen Jahr wurde die Gondelbahn Flims–Plaun–Nagens auf einem komplett neuen Trassee in Betrieb genommen. Damit war der Talkessel von Plaun keine Sackgasse mehr, was betrieblich wichtig war. Die 1970 gebaute 4er-Gondelbahn von Flims nach Startgels mit Umlenkstation im Runcawald wurde danach abgebaut, womit die Luftseilbahn von Startgels nach Grauberg nicht mehr direkt erschlossen war. Auf der Strecke Plaun–Nagens war nun die vierte Generation im Einsatz: Nach dem Poma-Schlepplift mit diversen Kurven (Trasse noch teilweise sichtbar) war ein Zweier-Sessellift erstellt worden, welcher seinerseits einem nicht kuppelbaren Vierer-Sessellift weichen musste.
Bereits 1999 wurden über die Webseite laax.com erstmals buchbare Angebote online geschaltet.

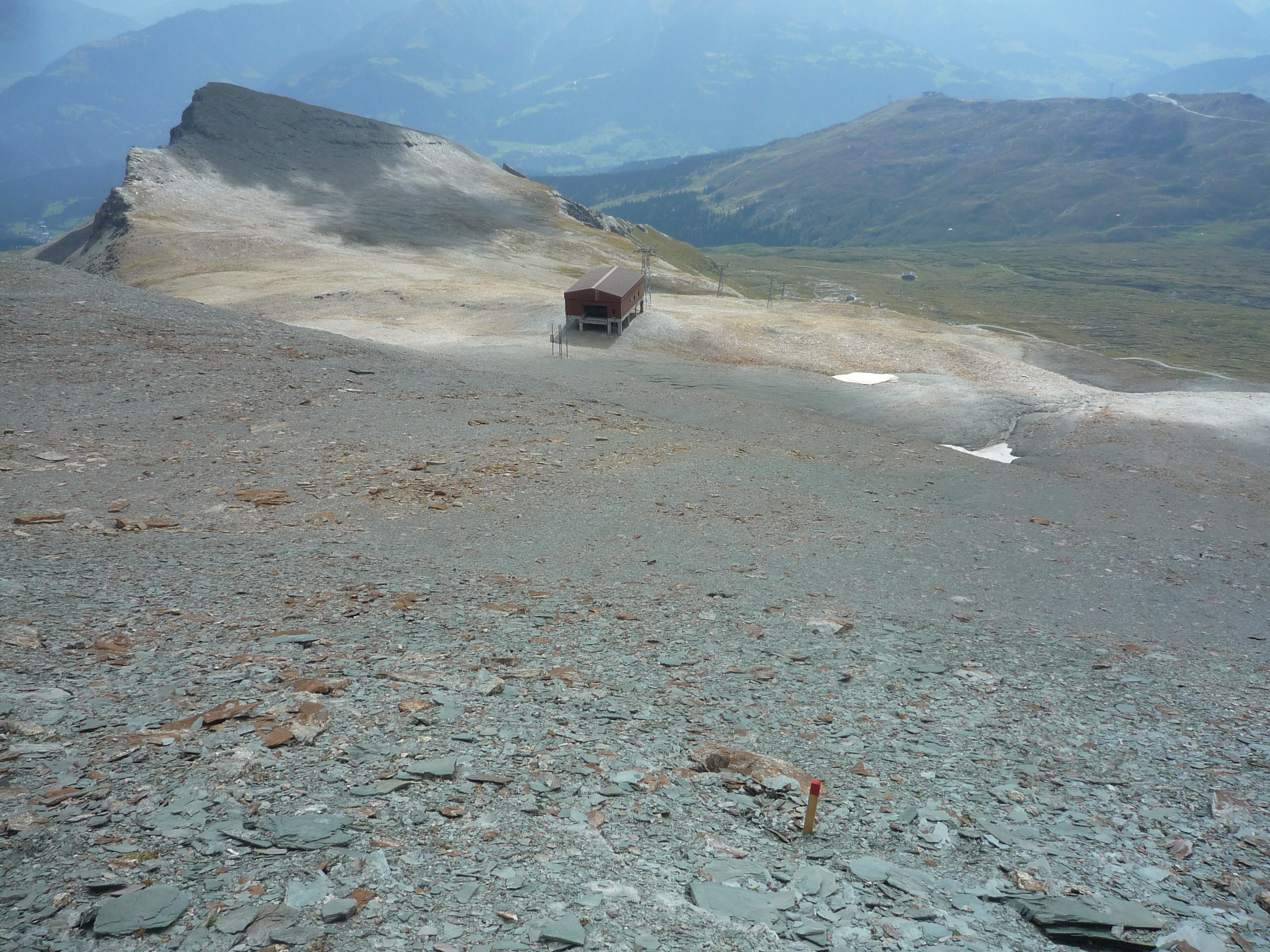
Die zweite Generation der Anlage auf La Siala, gebaut 1983 und 2015 ersetzt

 Seit 2008 verkehrt dreimal wöchentlich ein Transportdienst zu den Flughäfen Zürich-Kloten und Friedrichshafen, später kam der Flughafen Memmingen dazu.
2011 wurde mit der ersten Etappe eines neuen Gesamtausbaus der dann älteste und einzige verbleibende Skilift des Systems Habegger, Alp Dado – Crest la Siala durch eine 6er-Sesselbahn ersetzt, sowie 2012 der letzte nicht kuppelbare Sessellift von Alp Ruschein zur Station Crap Masegn abgerissen. Der Ersatzbau wurde nicht auf der in Sachen Schneesicherheit kritischen unteren Alp Ruschein (Midada Sut), sondern 100 m höher im Gebiet Platta dall’Aua gebaut und führt von dort zum Sattel Fuorcla da Sagogn.
Im Jahr 2015 fuhr die Luftseilbahn auf den Cassonsgrat nach fast 60 Betriebsjahren zum letzten Mal. Sie wurde bis Sommer 2018 demontiert. Bei der Demontage der Bergstation kam es am 12. Juni 2018 zu einem Brand, bei dem der Seilbahnteil der Bergstation zerstört wurde. Zur Kompensation der Erschliessung der Sardona-Arena ist seit Sommer 2017 die Graubergbahn auch während der Sommersaison in Betrieb.
Mit dem ersten Bauabschnitt der Seilbahn FlemXpress wurde im Dezember 2023 erstmalig das System Ropetaxi genutzt. Dabei können sich die Gondeln in der Station selbstständig fortbewegen, wodurch leichter Weichen gebaut werden können.

## Anlagen

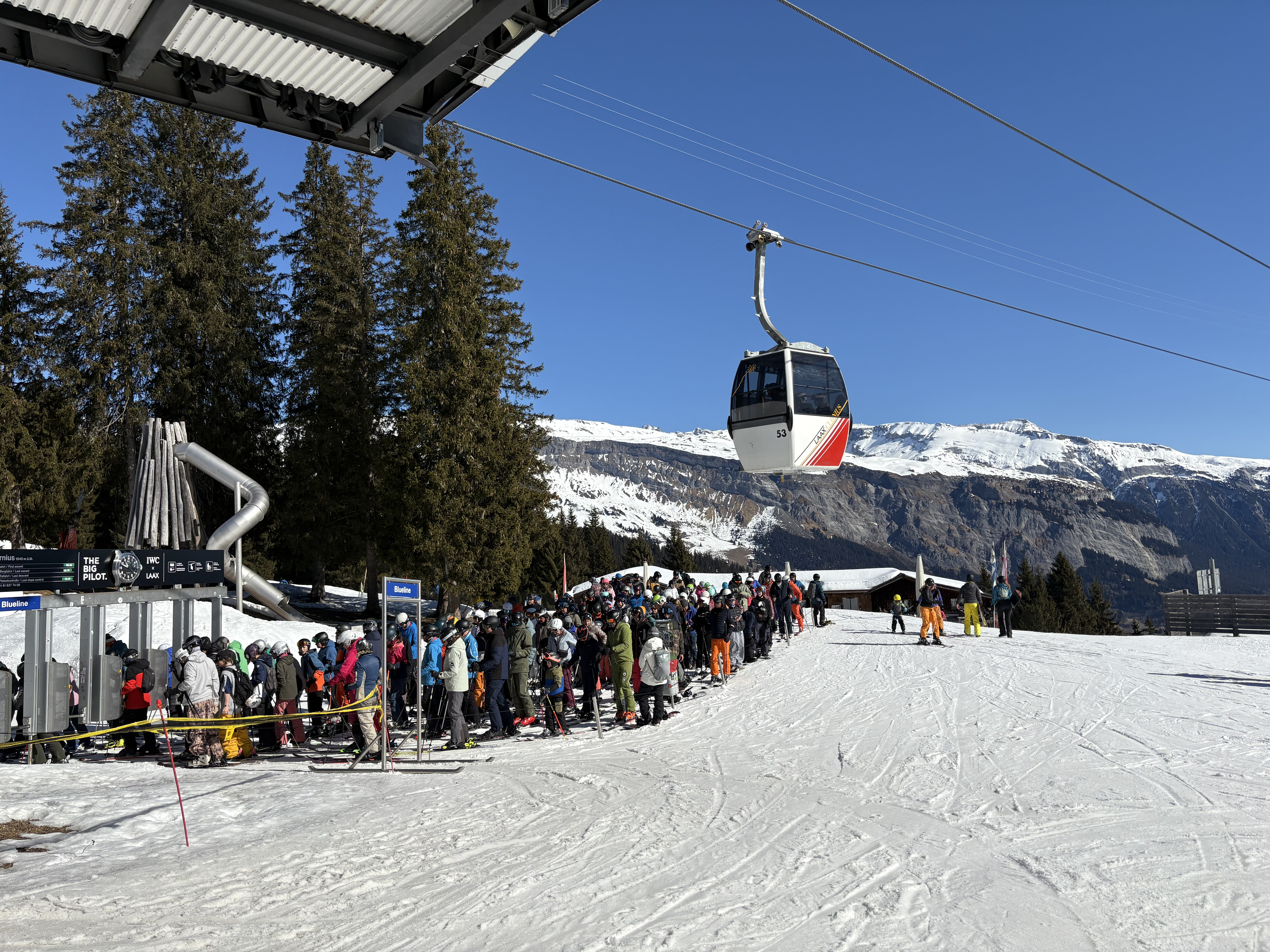
Falera Curnius

Mit einer Fläche von über 100 Quadratkilometern, davon rund 70 Prozent auf über 2000 m ü. M., ist LAAX eines der grössten zusammenhängenden Skigebiete Graubündens. Insgesamt 28 Anlagen (3 Luftseilbahnen, 8 Gondelanlagen, 9 Sesselbahnen, 2 Gletscherlifte, 5 Schlepplifte und 1 Park- und Pipelift) erschliessen rund 224 Kilometer präparierte Pisten.
Seit der Saison 2014/2015 steht in LAAX die grösste und längste Halfpipe der Welt. Mit einer Länge von 200 Metern und einer Höhe von 6,90 Metern übertrifft sie die olympische Norm. Sie steht inmitten des Skigebiets auf dem Crap Sogn Gion im NoName Snowpark. Zusätzlich gibt es drei weitere Snowparks: Beginner, ils Plauns und Curnius.
Bei der Talstation in Laax-Murschetg wurde 2010 die erste Freestyle-Halle Europas eröffnet, die Freestyle Academy. Es gibt diverse Trampoline, Airtracks, eine grosse Skatebowl, verschiedene Skateramps, eine Vert Ramp und seit dem Umbau im Frühjahr 2019 eine Parkouranlage.
|  | Name                               | Baujahr | System  | Höhe ü. M. Talstation [Meter] | Höhe ü. M. Bergstation [Meter] | Höhendifferenz [Meter] | Strecken- länge [Meter] | Beförderungs- kapazität [Pers./Stunde] | Betrieb Winter | Betrieb Sommer |
|  | ---------------------------------- | ------- | ------- | ----------------------------- | ------------------------------ | ---------------------- | ----------------------- | -------------------------------------- | -------------- | -------------- |
|  | Alp Dado–Crest la Siala            | 2011    | 6-KSB/B | 1948                          | 2317                           | 369                    | 1576                    | 2400                                   | W              | 0              |
|  | Crap Masegn                        | 1974    | 125-PB  | 2229                          | 2489                           | 260                    | 2810                    | 900                                    | W              | 0              |
|  | Crap Sogn Gion                     | 1968    | 125-PB  | 1099                          | 2229                           | 1130                   | 4156                    | 750                                    | W              | S              |
|  | Crap Sogn Gion Süd                 | 1984    | 1-SL    | 2126                          | 2227                           | 101                    | 498                     | 750                                    | W              | 0              |
|  | Curnius                            | 1987    | 4-KSB   | 1640                          | 2210                           | 570                    | 2103                    | 2400                                   | W              | 0              |
|  | Falera                             | 1995    | 4-KSB   | 1244                          | 1650                           | 406                    | 1984                    | 750                                    | W              | S              |
|  | Flims–Plaun (Arena-Express 1)      | 1997    | 8-EUB   | 1101                          | 1630                           | 529                    | 3945                    | 2000                                   | W              | S              |
|  | Fuorcla–Crap Masegn                | 1978    | 6-EUB   | 2118                          | 2478                           | 360                    | 1160                    | 1500                                   | W              | 0              |
|  | Fuorcla–Vorab                      | 1978    | 6-EUB   | 2118                          | 2573                           | 455                    | 2509                    | 1500                                   | W              | 0              |
|  | Ils Plauns I                       | 2008    | 1-SL    | 2148                          | 2270                           | 122                    | 659                     | 600                                    | W              | 0              |
|  | Ils Plauns II                      | 2008    | 1-SL    | 2148                          | 2270                           | 122                    | 659                     | 600                                    | W              | 0              |
|  | Larnags 1                          | 1989    | 12-EUB  | 1087                          | 1167                           | 80                     | 585                     | 2000                                   | W              | 0              |
|  | Larnags 2                          | 1989    | 12-EUB  | 1167                          | 1648                           | 481                    | 1812                    | 2000                                   | W              | 0              |
|  | Lavadinas–Fuorcla da Sagogn        | 2012    | 6-KSB/B | 1908                          | 2531                           | 623                    | 2143                    | 1800                                   | W              | 0              |
|  | Mutta Rodunda                      | 2005    | 6-KSB/B | 1899                          | 2420                           | 521                    | 2008                    | 2800                                   | W              | 0              |
|  | Nagens                             | 1999    | 1-SL    | 2103                          | 2131                           | 28                     | 150                     | 900                                    | W              | S              |
|  | Pipelift                           | 2000    | 1-SL    | 2105                          | 2202                           | 97                     | 340                     | 600                                    | W              | 0              |
|  | Plaun–Crap Sogn Gion               | 1995    | 6-KSB/B | 1630                          | 2222                           | 592                    | 1780                    | 2600                                   | W              | 0              |
|  | Plaun–Scansinas (Arena-Express 2)  | 1997    | 8-EUB   | 1630                          | 1903                           | 273                    | 818                     | 2000                                   | W              | 0              |
|  | Scansinas–Nagens (Arena-Express 3) | 1997    | 8-EUB   | 1903                          | 2133                           | 230                    | 1068                    | 2000                                   | W              | 0              |
|  | Sogn Martin–La Siala               | 2015    | 10-EUB  | 1977                          | 2809                           | 832                    | 3366                    | 2000                                   | W              | 0              |
|  | Spaligna                           | 1971    | 2-SL    | 1334                          | 1560                           | 226                    | 1138                    | 1000                                   | W              | 0              |
|  | Treis Palas–Crap Masegn            | 2012    | 6-KSB/B | 2121                          | 2471                           | 350                    | 1448                    | 1800                                   | W              | 0              |
|  | Vorab Gletscher I                  | 1978    | 2-SL    | 2564                          | 2974                           | 410                    | 1985                    | 1200                                   | W              | 0              |
|  | Vorab Gletscher II                 | 1978    | 2-SL    | 2564                          | 2974                           | 410                    | 1985                    | 1200                                   | W              | 0              |

## Anlässe
Zwei Flimser organisierten 1963 den ersten Para-Ski Cup, 1973 war Flims der erste Austragungsort eines Para-Ski Weltcups. 1977 bis 1996 war LAAX Austragungsort von Weltcup-Skirennen. Seither werden regelmässig FIS-Skirennen durchgeführt. Hauptsächlich konzentriert sich das Gebiet jedoch auf die Austragung von Snowboard- und Freeskiing-Anlässen. 2001 fand in LAAX das UBS Halfpipe Take Off und 2004 zum ersten Mal das Burton European Open statt. Seit 2016 findet die Veranstaltung unter dem Namen LAAX OPEN statt und gilt als der grösste Snowboard-Event Europas.